# 서울은 만원이다
"서울은 만원이다"는 1967년 공개된 대한민국의 영화이다.

## 배역
- 김지미
- 박암
- 김성옥
- 최남현
- 허장강
- 도금봉
- 주선태
- 진성권
- 조영일
- 김칠성
- 추석양
- 정애란
- 양일민
- 김정옥
- 석금성
- 성소민
- 지용남
- 임운심
- 박순봉
- 석운아